# Curtimorda
Curtimorda is een geslacht van kevers uit de familie spartelkevers (Mordellidae).
Het geslacht is voor het eerst wetenschappelijk beschreven in 1946 door Méquignon.

## Soorten
Het geslacht omvat de volgende soorten:
- Curtimorda bisignata (Redtenbacher, 1849)
- Curtimorda maculosa (Neazen, 1794)